# Михайлов, Константин Николаевич
Константин Николаевич Михайлов (29 декабря 1882, Кролевец — 3 апреля 1961) — украинский советский пианист, музыкальный педагог, заслуженный деятель искусств УССР (с 1945 года). Отец артиста Константина Михайлова.

## Биография
Родился 17 (29) декабря 1882 года в городе Кролевце.
В 1907 году окончил Киевское музыкальное училище по классу фортепиано в В. В. Пухальского, в 1913 году (экстерном) — Петербургскую консерваторию. С 1907 преподавал в Киевском музыкальном училище. Был одним из организаторов Киевской консерватории (1913), в которой преподавал со времени её основания (с 1917 года профессор, в 1922-1926 годах — директор). 1913-1921 был помощником и секретарем Художественного совета консерватории. В 1918-1922 является заместителем директора по учебной и научной работе консерватории. В 1920 был пианистом в Красной армии. В 1920-1921 возглавлял коллегию Киевского государственного оперного театра. В 1923 году был заместителем директора Киевской государственной филармонии.
С 1927 года проректор Музыкально-драматического института имени Н. В. Лысенко. С 1932 года — заведующий кафедрой фортепиано, в 1934—1941 и 1943-1953 годах проректор Киевской консерватории. В 1941-1942 годах был заместителем директора Ташкентской консерватории, при которой организовал оперную студию (её директор в 1942 году), в 1943 году директор консерватории в Свердловске. Среди его учеников — В. М. Вронская, П. Откуп, Л. А. Вайнтрауб, Е. Я. Гуревич, В. М. Дубова-Сергеева, М. Г. Богомаз, И. З. Зетель, М. Поляк, В. В. Сечкин, Ж. Ю. Колодуб, А. Г. Костюк,И. Б. Блинова. По инициативе К. М. Михайлова были открыты детские отделения при консерваториях (1920—1922 гг.), отдел социального воспитания, на базе которого был создан музыкально-педагогический факультет (1923 г.). Он был одним из организаторов Киевской специальной музыкальной школы (1934).
Член ВКП (б) с 1949 года. Автор статей и рецензий.
Награждён орденом Ленина, двумя орденами Трудового Красного Знамени (17.04.1938 — в связи с 25-летним юбилеем Киевской Государственной консерватории и за выдающиеся заслуги в области подготовки музыкальных кадров Советской Украины и 1951) и другими орденами.
Умер 3 апреля 1961 года. Похоронен в Киеве на Байковом кладбище.